# Rio Jordão (vattendrag i Brasilien, Acre)
Rio Jordão är ett vattendrag i Brasilien.   Det ligger i delstaten Acre, i den västra delen av landet, 2 700 km väster om huvudstaden Brasília.
I omgivningarna runt Rio Jordão växer i huvudsak städsegrön lövskog. Trakten runt Rio Jordão är nära nog obefolkad, med mindre än två invånare per kvadratkilometer.